# Lawrence County (Tennessee)
Lawrence County ist ein County im Bundesstaat Tennessee der Vereinigten Staaten. Das U.S. Census Bureau hat bei der Volkszählung 2020 eine Einwohnerzahl von 44.159 ermittelt. Der Verwaltungssitz (County Seat) ist Lawrenceburg.

## Geographie
Das County liegt im Süden von Tennessee, grenzt an Alabama und hat eine Fläche von 1600 Quadratkilometern, wovon 2 Quadratkilometer Wasserfläche sind. Es grenzt im Uhrzeigersinn an folgende Countys: Lewis County, Maury County, Giles County, Lauderdale County (Alabama) und Wayne County.

## Geschichte
Lawrence County wurde am 21. Oktober 1817 aus Teilen des Hickman County und des Maury County gebildet. Benannt wurde es nach James Lawrence, einem Offizier der Marine, der mit dem Befehl: “Don’t give up the ship” im Britisch-Amerikanischen Krieg von 1812, nachdem er bereits tödlich verwundet worden war, bekannt wurde.

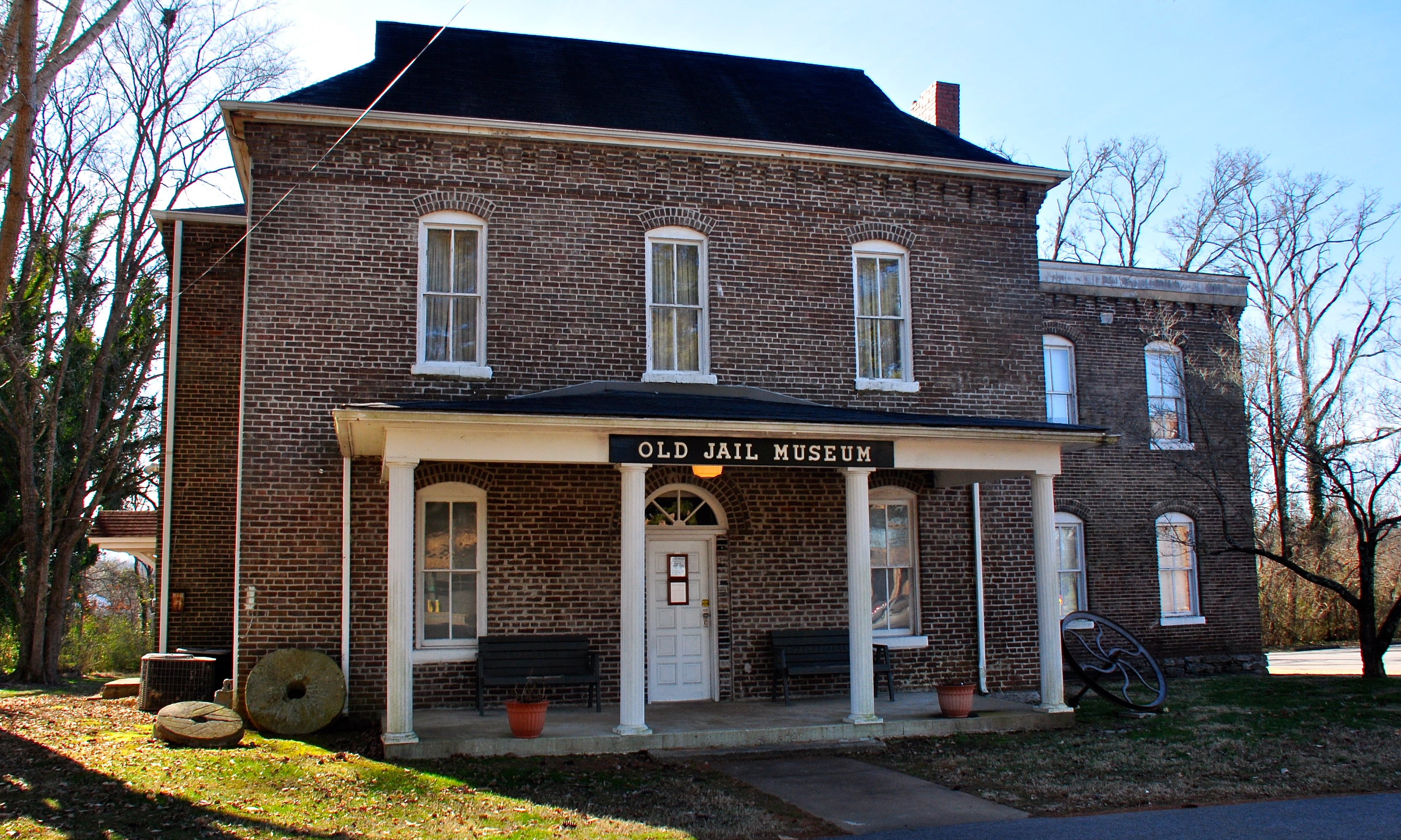
Das Lawrence County Jail ist einer von zwölf Einträgen des Countys im NRHP.

Zwölf Bauwerke und Stätten des Countys sind im National Register of Historic Places (NRHP) eingetragen (Stand 18. August 2018).

## Demografische Daten

Alterspyramide Lawrence County

Nach der Volkszählung im Jahr 2000 lebten im Lawrence County 39.926 Menschen in 15.480 Haushalten und 11.362 Familien. Die Bevölkerungsdichte betrug 25 Einwohner pro Quadratkilometer. Ethnisch betrachtet setzte sich die Bevölkerung zusammen aus 96,83 Prozent Weißen, 1,47 Prozent Afroamerikanern, 0,32 Prozent amerikanischen Ureinwohnern, 0,24 Prozent Asiaten, 0,02 Prozent Bewohnern aus dem pazifischen Inselraum und 0,39 Prozent aus anderen ethnischen Gruppen; 0,73 Prozent stammten von zwei oder mehr Ethnien ab. 1,00 Prozent der Bevölkerung waren spanischer oder lateinamerikanischer Abstammung.
Von den 15.480 Haushalten hatten 33,7 Prozent Kinder und Jugendliche unter 18 Jahre, die bei ihnen lebten. 59,1 Prozent waren verheiratete, zusammenlebende Paare, 10,6 Prozent waren allein erziehende Mütter und 26,6 Prozent waren keine Familien. 23,7 Prozent waren Singlehaushalte und in 11,4 Prozent lebten Personen im Alter von 65 Jahren oder darüber. Die Durchschnittshaushaltsgröße betrug 2,56 und die durchschnittliche Haushaltsgröße betrug 3,02 Personen.
26,2 Prozent der Bevölkerung waren unter 18 Jahre alt, 8,4 Prozent zwischen 18 und 24, 28,1 Prozent zwischen 25 und 44, 23,0 Prozent zwischen 45 und 64 und 14,4 Prozent waren älter als 65. Das Durchschnittsalter betrug 36 Jahre. Auf 100 weibliche Personen kamen statistisch 94,3 männliche Personen und auf 100 Frauen im Alter von 18 Jahren und darüber kamen 90,2 Männer.
Das jährliche Durchschnittseinkommen eines Haushalts betrug 30.498 USD, das Durchschnittseinkommen der Familien betrug 35.326 USD. Männer hatten ein Durchschnittseinkommen von 27.742 USD, Frauen 20.928 USD. Das Prokopfeinkommen betrug 15.848 USD. 10,7 Prozent der Familien und 14,6 Prozent der Einwohner lebten unterhalb der Armutsgrenze.